# 三菱・4G1型エンジン
三菱・4G1型エンジン（みつびし・4G1けいエンジン）は1977年（昭和52年）から三菱自動車工業、および中国の長安汽車の関連会社であるハルビン東安汽車発動機によって製造されている1.2L-1.6Lの直列4気筒ガソリンエンジン。通称名はオリオンエンジンで同社のネプチューンエンジン（4G4型）の後継にあたる。一部エンジンではオリオンIIと表記される事もあった。バルブ機構はSOHCまたはDOHCを採用している。また、一例として生産時期や販売国により、4G15という表記とG15Bという表記の二種類の型式番号がそれぞれ与えられている。

## 概要
同社初のカムシャフトの駆動にゴム製タイミングコグベルトを用いた小型・軽量設計の鋳造鉄製ガソリンエンジンで信頼性と耐久性に優れており、2025年（令和7年）5月現在まで45年以上に渡って製造されている。なお、2025年5月現在の時点ではハルビン東安汽車発動機が自社開発した4G15V型SOHC16バルブ（VVT仕様）のみが中華汽車・ベリカA190トラック用として製造されている。
また、4G1型エンジンは初期の自動車排出ガス規制に本格的に挑んだ同社初のエンジンであり、MCA-JETと呼ばれる一連の排ガス対策システムを導入していた。最も特徴的な機構は、「ジェットバルブ」と呼ばれるごく小さな二次吸気バルブであり、吸気バルブと共にロッカーアームで駆動され、シリンダー内に強力なスワール流を発生させ混合気の着火性を高めていた。ジェットバルブの装備により大量のEGRを掛けても燃焼が安定するようになり、昭和53年排出ガス規制をクリアした。
4G1型エンジンの53年規制適合が契機となり、ジェットバルブは4G3型エンジンや4G6型エンジン、4G5型エンジン、2G2型エンジン等にも装備が拡大されていった。ジェットバルブを搭載した4G1型エンジンは、社団法人自動車技術会が選定する日本の自動車技術240選において「吸排気弁の他に設けたもう一つの弁(JET弁)による強いスワールが超希薄燃焼を可能とし，昭和53年排ガス規制をクリア」という理由により、選出されている。
また国内初となる気筒休止機構が1982年にG12Bに搭載、後にG15Bにも設定された。MDエンジンと呼ばれMDはmodulated displacementの略で可変排気量を意味した。低負荷時に1気筒目と4気筒目を休止し2気筒で稼働するものだった。

### 共通項目
- 構造：4ストローク、直列型
- 気筒数：4
- 冷却：水冷
- 燃焼室：多球型（SOHC2バルブ仕様およびSOHC3バルブ仕様）、ペントルーフ形（SOHC4バルブ仕様およびGDIを含むDOHC4バルブ仕様）

## G11B（4G11）
- 製造期間：1977年 - 1984年
- 排気量：1.2L
- 弁機構：SOHC
  - 初搭載車種：ランサー（初代）

## G12B（4G12）
- 製造期間：1977年 - 1987年
- 排気量：1.4L
- 弁機構：SOHC
  - 初搭載車種：ランサー（初代）

## G12B【MD（可変休止シリンダー機構）】
- 製造期間：1982年 - 1983年
- 排気量：1.4L
- 弁機構：SOHC
  - 初搭載車種：ミラージュ（初代）／ランサーフィオーレ（初代）

## G12B【ターボ】
- 製造期間：1982年 - 1983年
- 排気量：1.4L
- 弁機構：SOHC
- 燃料装置：ストロンバーグ式キャブレター×1[注釈 2]
- 過給器：三菱重工製TC04
- 最高出力：105ps（グロス）
  - 初搭載車種：ミラージュII（初代）[1]／ランサーフィオーレ（初代）

## G13B（4G13）
- 製造期間：1983年 - 1989年
- 排気量：1.3L
- 弁機構：SOHC
  - 初搭載車種：ミラージュ（2代目）／ランサーフィオーレ（2代目）

## 4G13【12バルブ】
- 製造期間：1989年 - 1995年
- 排気量：1.3L
- 弁機構：SOHC
  - 初搭載車種：ミラージュ（3代目）／ランサー（3代目）

## 4G13【12バルブ・ECIマルチ】
- 製造期間：1995年 - 2002年
- 排気量：1.3L
- 弁機構：SOHC
  - 初搭載車種：ミラージュ（5代目）／ランサー（5代目）

## 4G13【16バルブ】
- 製造期間：1998年 - 2019年
- 排気量：1.3L
- 弁機構：SOHC
  - 初搭載車種：スペーススター（初代） - ※欧州市場専売車種

## G15B（4G15）
- 製造期間：1983年 - 1989年
- 排気量：1.5L
- 弁機構：SOHC
  - 初搭載車種：ミラージュ（2代目）／ランサーフィオーレ（2代目）

G12Bと同様の気筒休止(MD)モデルもアリ

## 4G15【12バルブ】
- 製造期間：1989年 - 1995年
- 排気量：1.5L
- 弁機構：SOHC

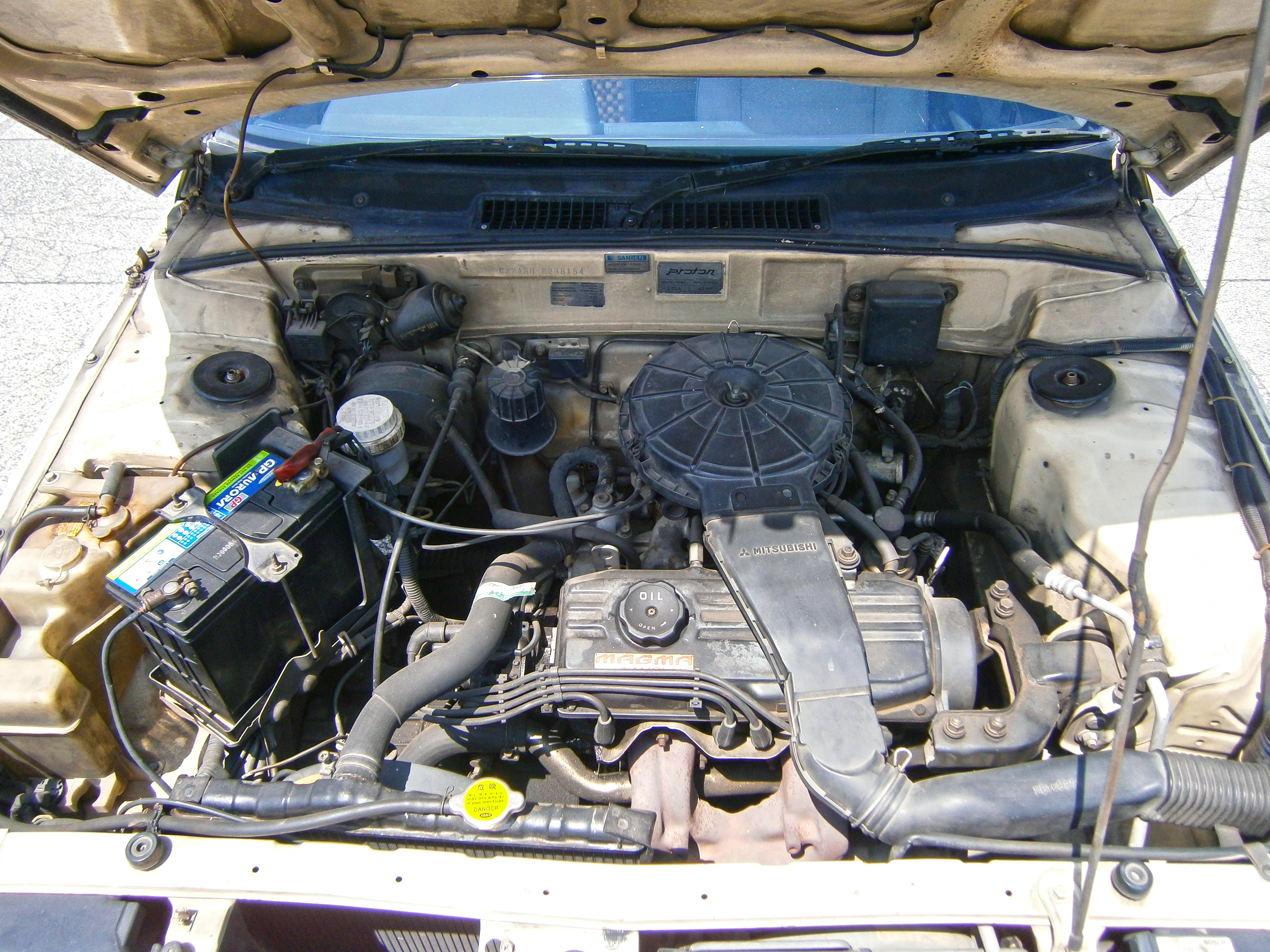
1990-92年式プロトン・サガ(初代)の4G15P SOHC 12バルブ LPGエンジン

  - 初搭載車種：ミラージュ（3代目）／ランサー（3代目）

## 4G15【12バルブ・ECIマルチ】
- 製造期間：1989年 - 2018年
- 排気量：1.5L
- 弁機構：SOHC
  - 初搭載車種：ミラージュ（3代目）／ランサー（3代目）

## 4G15【MVV12バルブ】
- 製造期間：1991年 - 1997年
- 排気量：1.5L
- 弁機構：SOHC
  - 初搭載車種：ミラージュ（4代目）／ランサー（4代目）

## 4G15【DOHC16バルブ】
- 製造期間：1995年 - 2000年
- 排気量：1.5L
- 弁機構：DOHC
  - 初搭載車種：ミラージュ（5代目）／ランサー（5代目）

## 4G15【GDI】
- 製造期間：1998年 - 2002年
- 排気量：1.5L
- 弁機構：DOHC
  - 最高出力：105ps（ネット、ミラージュディンゴ用）、100ps（ネット、ランサーセディア用）
  - 初搭載車種：ミラージュディンゴ

## 4G15【SOHC16バルブ】
- 製造期間：2001年 - 2009年
- 排気量：1.5L
- 弁機構：SOHC
- 最高出力：90ps（ネット）
  - 初搭載車種：ランサーセディアセダン（→ランサーセダン）（6代目）

## 4G15【MIVEC16バルブ】
- 製造期間：2002年 - 2004年
- 排気量：1.5L
- 弁機構：DOHC
- 最高出力：98ps（ネット）
  - 初搭載車種：コルト（初代）

## 4G15【MIVEC16バルブターボ】
- 製造期間：2004年 - 2012年
- 排気量：1.5L
- 弁機構：DOHC
- 最高出力：154ps（ネット、CVT車）／163ps（ネット、5MT車[注釈 3]）
  - 初搭載車種：三菱・コルト
  - 備考：（国内では）コルトRALLIART／RALLIART Version-R、コルトプラスRALLIART専用。海外ではコルトCZT・CZCのターボモデルに搭載。
スマート・フォーフォー1.5ブラバスはブラバスがチューニングしたターボ仕様の4G15（メルセデス・ベンツのエンジン型式ではM122）を搭載。

## 4G15V【VVT16バルブ】
- 製造期間：2018年 -
- 排気量：1.5L
- 弁機構：SOHC
- 最高出力：98ps（ネット）
  - 初搭載車種：中華汽車・ベリカ/A180バン/A190トラック
  - 備考：中国の東安汽車発動機製造が自社開発したエンジンで、小型トラックのA190、および小型ワンボックスバンのA180、小型ワンボックスワゴンのベリカ専用のエンジンとなっている。

## 4G16
- 製造期間：1978年 - 1989年
- 排気量：1.2L
- 弁機構：SOHC
  - 初搭載車種：ミラージュ（海外向け）／ランサー（海外向け）
  - 備考：輸出専用

## 4G17
- 製造期間：1990年 - 2000年
- 排気量：1.3L
- 弁機構：SOHC
  - 初搭載車種：ミラージュ（海外向け）／ランサー（海外向け）
  - 備考：12バルブ、輸出専用

## 4G18
- 製造期間：1999年 - 2013年
- 排気量：1.6L
- 弁機構：SOHC
- 最高出力：112ps（台湾市場向けコルトプラス用）
  - 初搭載車種：クダ（海外向け）
  - 備考：16バルブ、輸出専用

## 4G19
- 製造期間：2002年 - 2004年
- 排気量：1.3L
- 弁機構：DOHC
- 最高出力：90ps（ネット）
  - 初搭載車種：コルト（2代目）

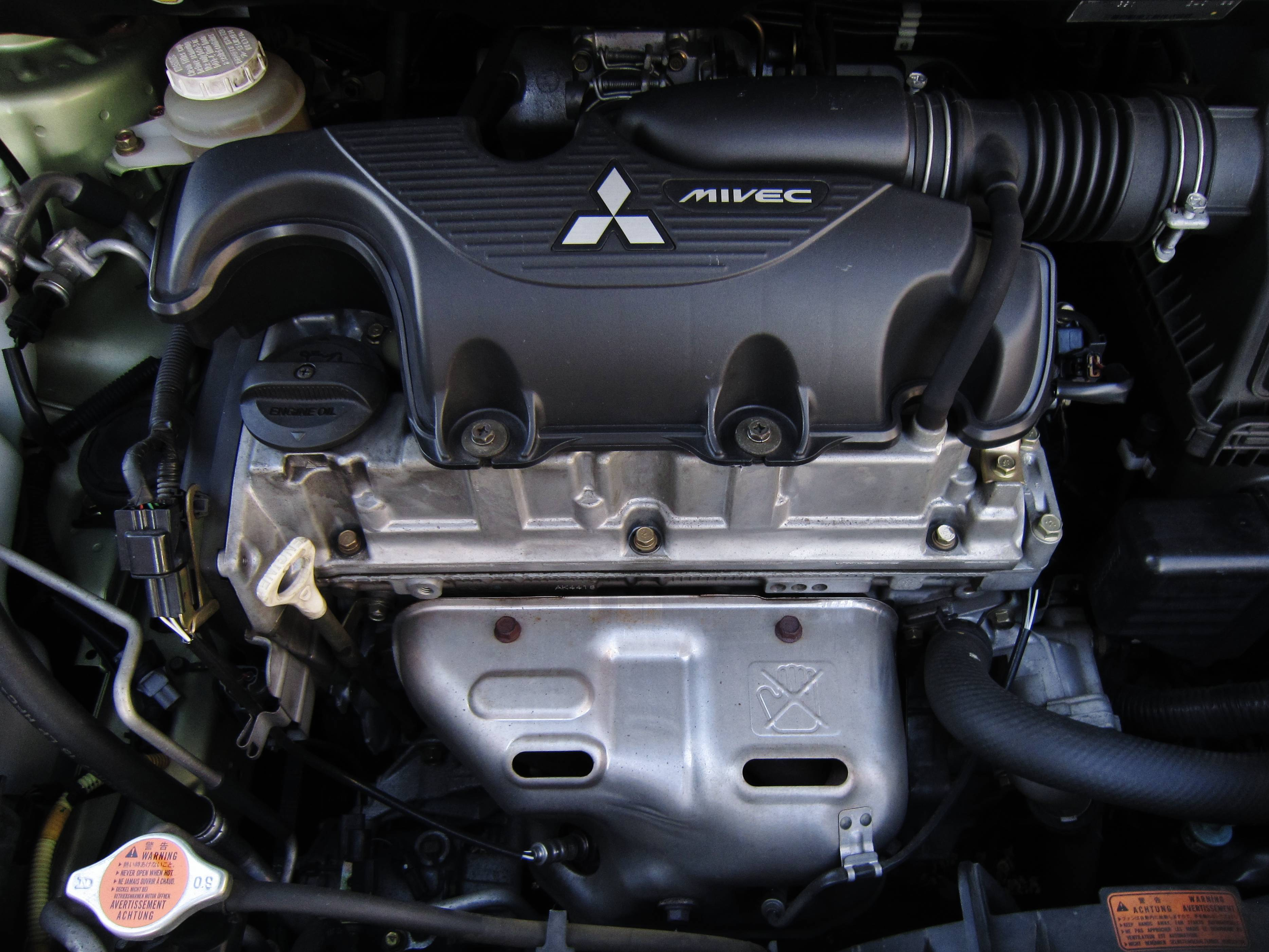
コルトの4G19エンジン

  - 備考：16バルブ、MIVEC、2代目コルト（前期型）専用